# Deken (krater)
För andra betydelser, se Deken (olika betydelser).
Deken är en nedslagskrater med en diameter på 48 kilometer, på planeten Venus. Deken har fått sitt namn efter författarinnan Aagje Deken.